# Most Francise Scotta Keye
Most Francise Scotta Keye (anglicky Francis Scott Key Bridge také znám jako Outer Harbor Bridge nebo zkráceně Key Bridge) byl čtyřproudový silniční most v Baltimoru ve státě Maryland v USA, který překračoval řeku Patapsco. Most byl otevřen v roce 1977 přes baltimorský záliv a byl součástí silničního okruhu a mezinárodní dálnice Interstate 695 (Baltimore Beltway) v jihovýchodní části města. Zřítil se 26. března 2024 po nárazu kontejnerové lodi MV Dali.

## Historie
Most byl pojmenován po Francisi Scottu Keyovi, který v noci 14. září 1814 sledoval bitvu o Baltimor a ostřelování pevnosti McHenry britským královským námořnictvem, což ho inspirovalo k napsání básně The Defence of Fort McHenry, která později posloužila jako text americké hymny The Star-Spangled Banner.
Celková délka mostu včetně nájezdových mostů byla 2770 m. Délka  ocelového příhradového mostu byla 806 m, z toho 366 m tvořilo hlavní pole a boční pole měla délku 200 m. Světlá výška nad střední hladinou moře byla 53,4 m.
Z technického hlediska byl hlavní most spojitým příhradovým obloukovým mostem o třech polích, do kterého byly integrovány prvky obloukového mostu, jako je zavěšená vozovka. Od roku 2024 měl třetí nejdelší rozpětí ze všech ocelových příhradových spojitých obloukových mostů na světě.
Pilíře hlavního pole chránily lodní deflektory v podobě velkých kulatých plováků, které byly před pilíři ukotveny v rozestupech přibližně 100 metrů.
Používání mostu bylo zpoplatněno a byl součástí systému E-ZPass.

## Zřícení mostu

Schéma mostu: oranžovou zvýrazněný pilíř vlevo ukazuje místo kolize, červeně jsou vyznačeny segmenty mostu, které se zřítily

Dne 26. března 2024 kolem 1.30 místního času se zřítily části mostu Francise Scotta Keye poté, co do jednoho z opěrných pilířů narazila 300 m dlouhá kontejnerová loď Dali registrovaná v Singapuru. Kontejnerová loď měla po vyplutí potíže s ovládáním, proto posádka vyslala tísňové volání mayday. Správě mostu se tím podařilo uzavřít provoz na mostě. V době neštěstí na mostě pracovalo 8 opravářů, dva se podařilo zachránit a šest se pohřešovalo; posléze byla postupně nalezena jejich mrtvá těla. Přístav v Baltimoru, jeden z nejrušnějších v USA, byl po zřícení mostu dočasně uzavřen.

## Oprava mostu
Prezident Joe Biden a jeho administrativa přislíbili federální pomoc ve výši 60 milionu dolarů na obnovu mostu. Výstavba mostu se odhaduje na 400 milionů dolarů a na dobu sedmi let.
Záchranné práce vede inženýrský sbor americké armády. Do konce dubna 2024 by měla být odstraněma část konstrukce, tak aby byl vytvořen 35 stop (10,668 m) hluboký a 280 stop (85,344 m) široký kanál pro větší lodě. Pro menší lodi a omezený přístup byly vytvořeny dva kanály. První kanál o šířce 14 stop (4,27 m) byl zřízen podél jižní části místa nehody a druhý 11 stop (3,35 m) široký podél severovýchodní strany.

## Galerie

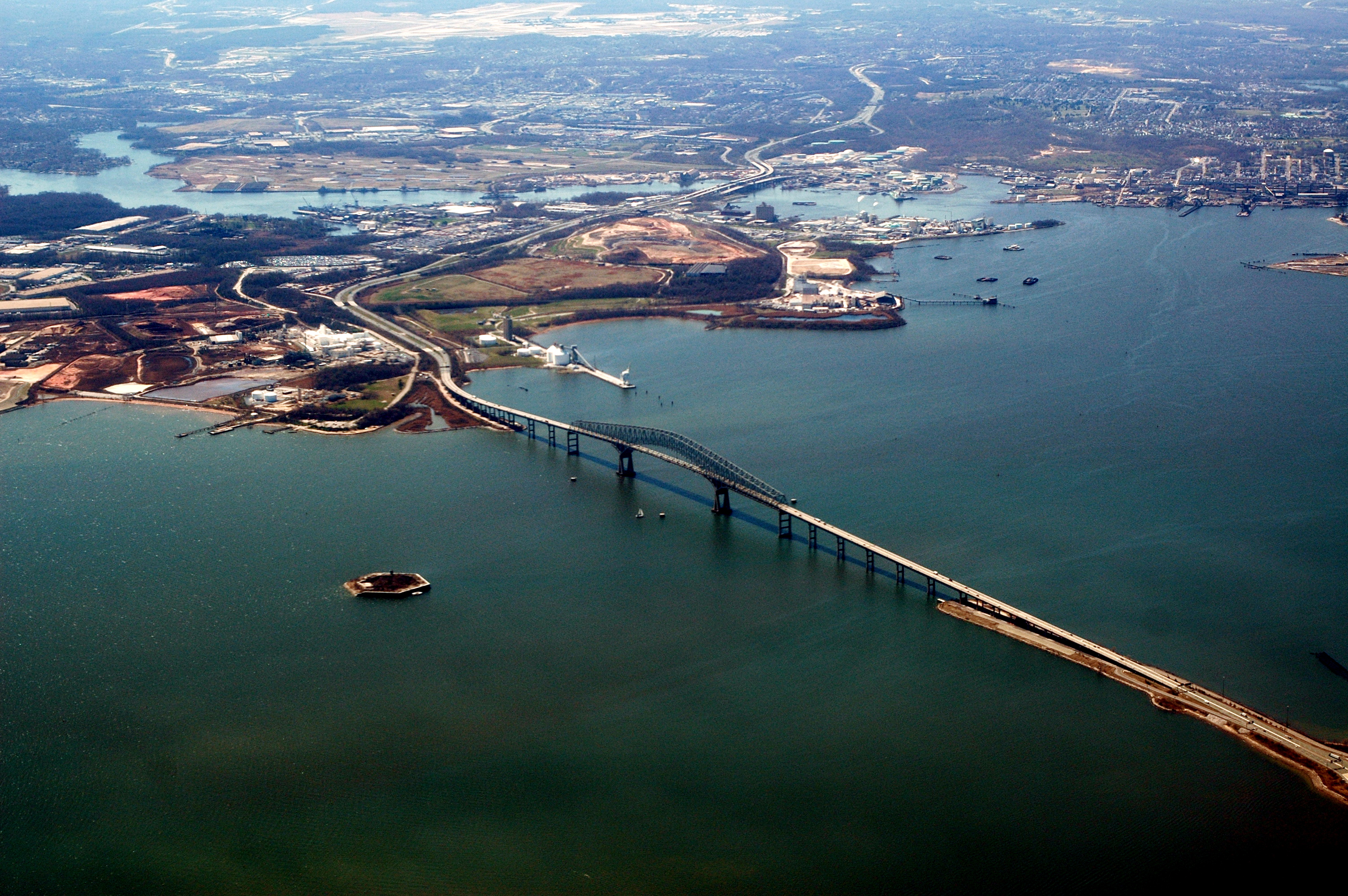
Most Francise Scotta Keye překlenující řeku Patapsco
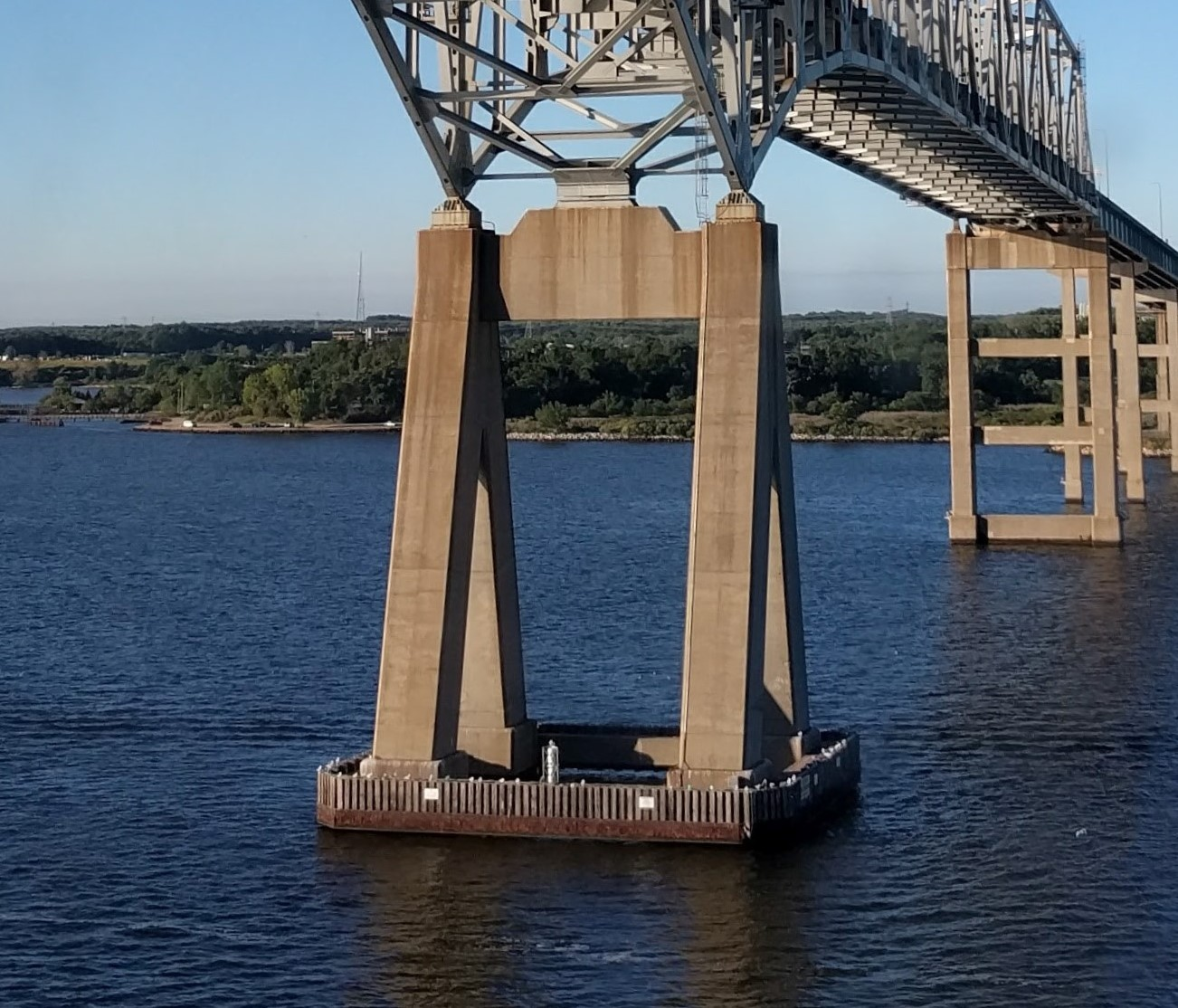
Detail opěrného pilíře mostu
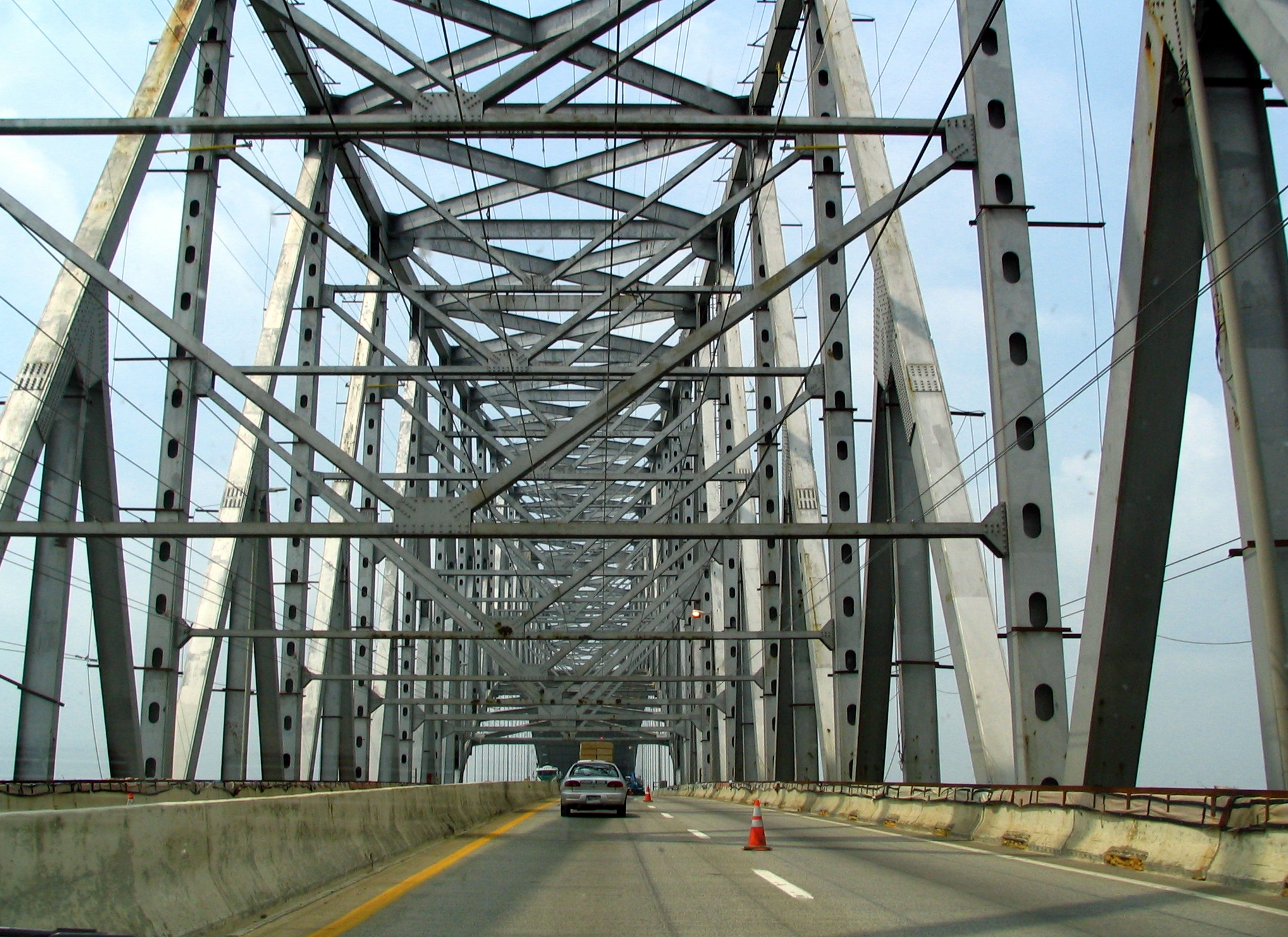
Most jako součást silničního okruhu
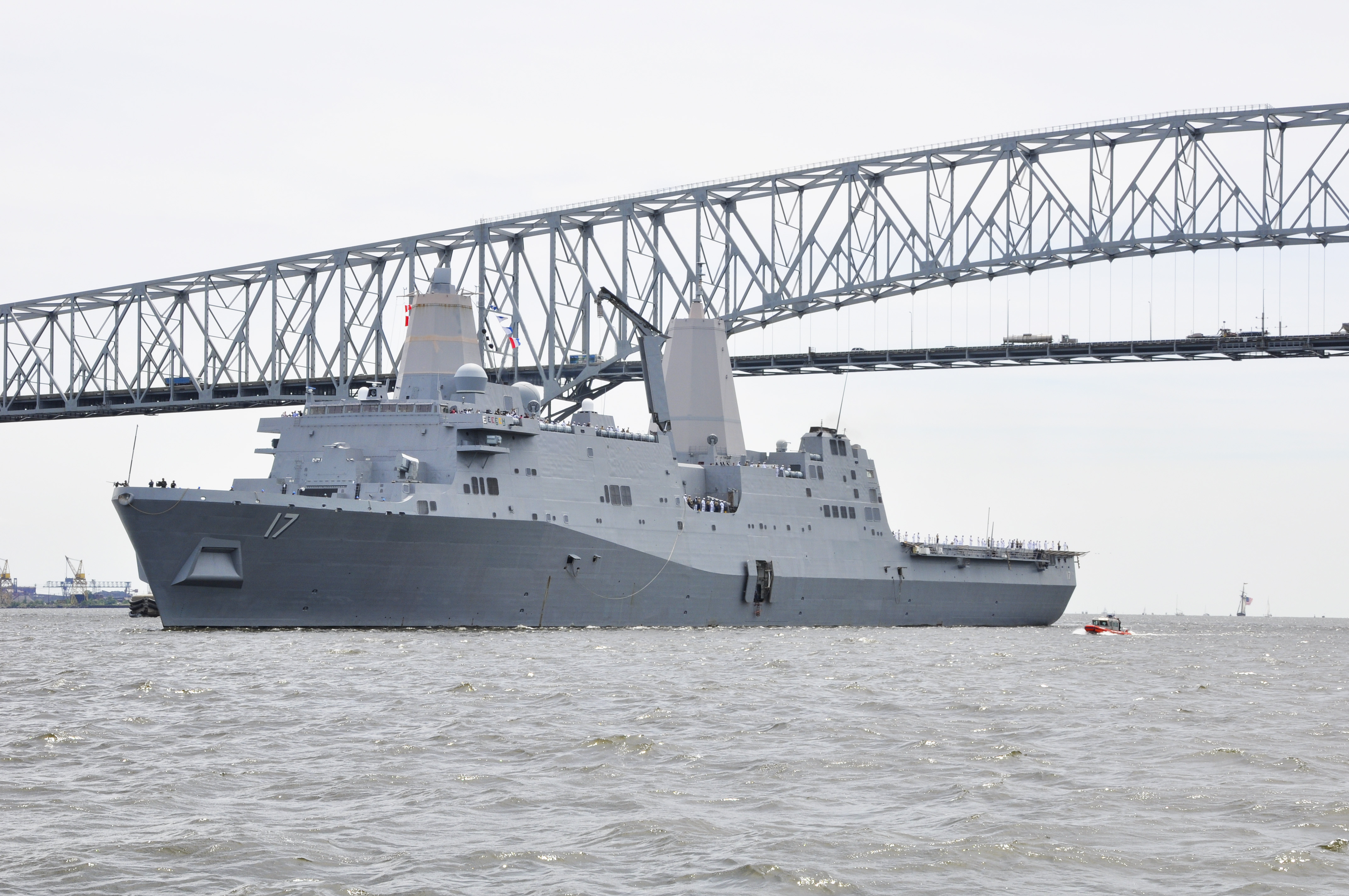
Výsadková loď proplouvající pod mostem
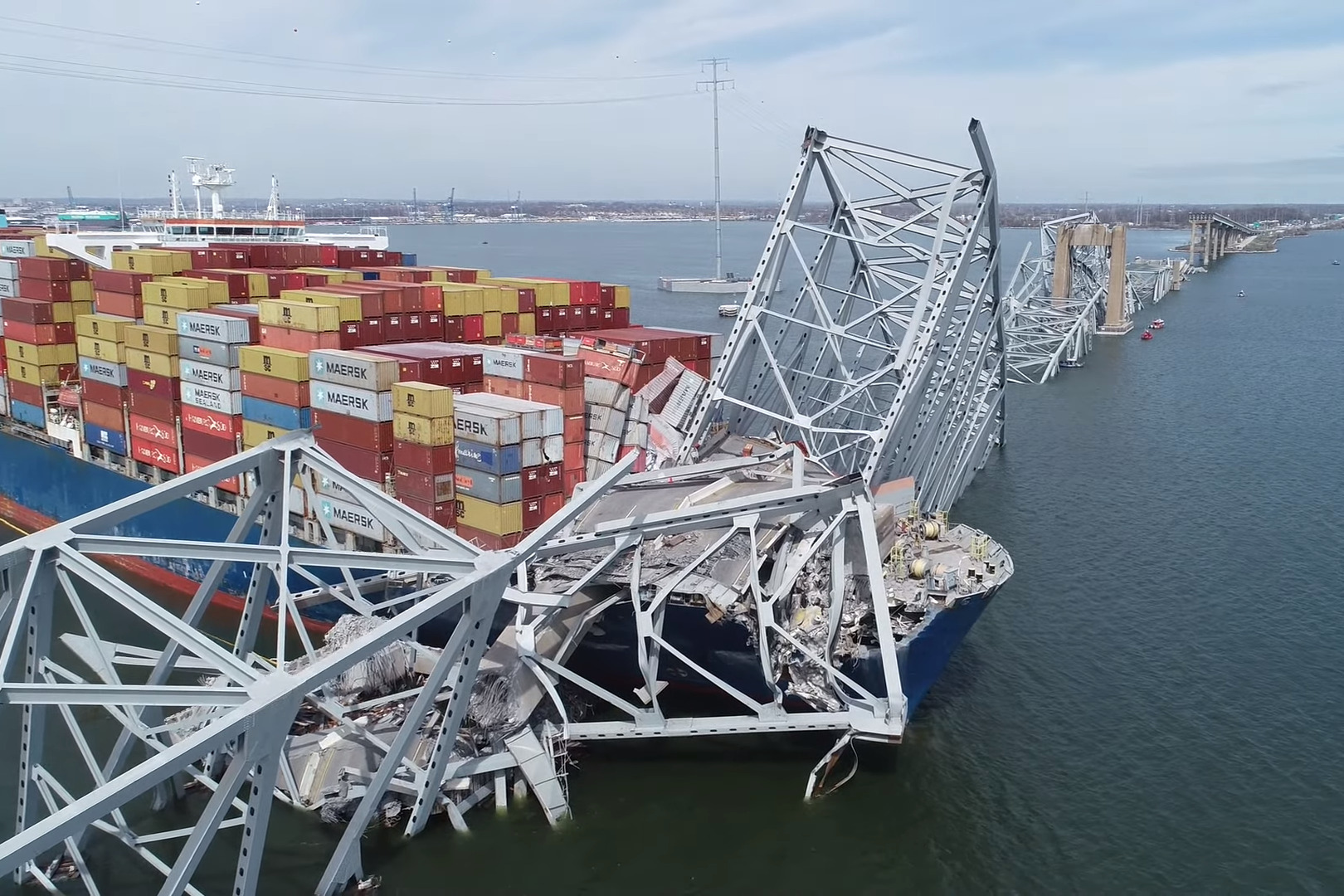
Trosky mostu na přídi kontejnerové lodi Dali
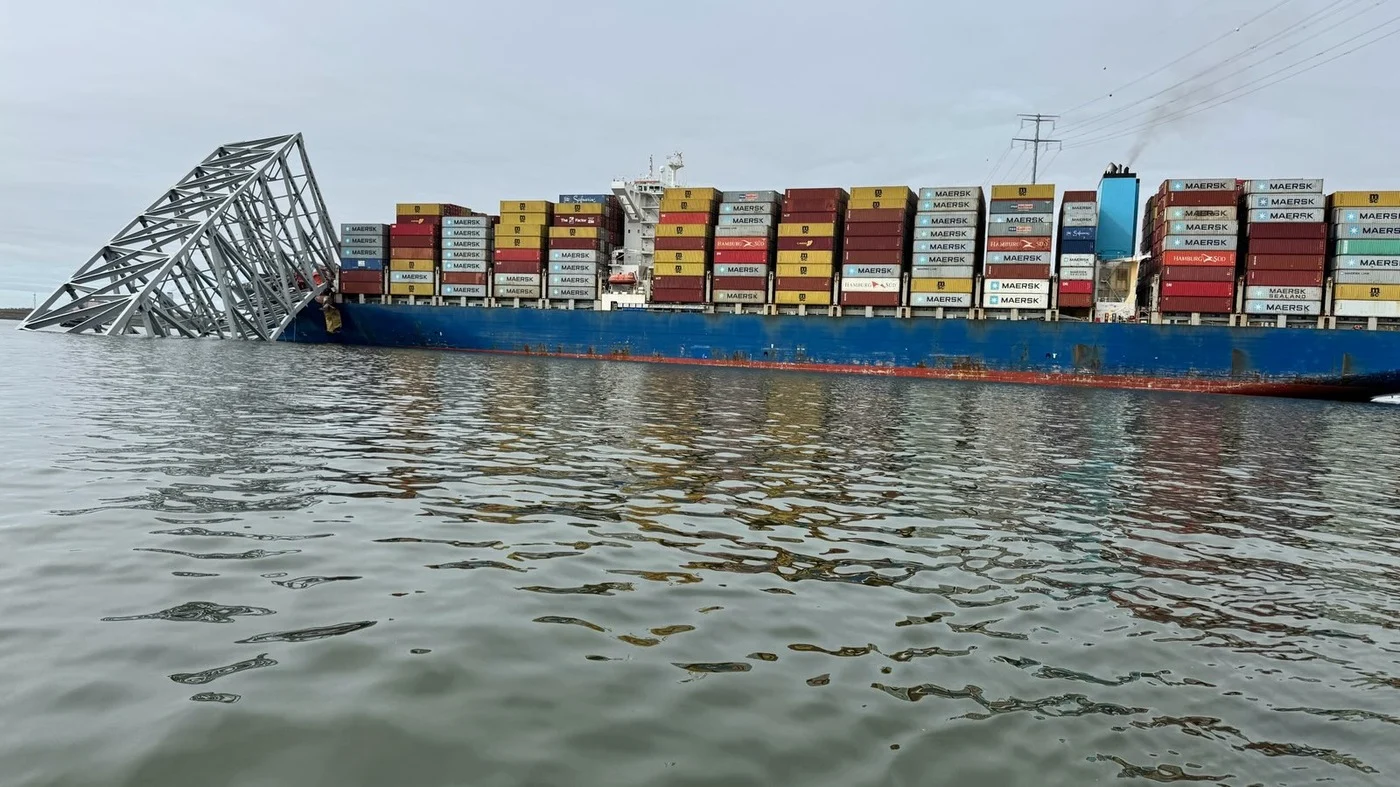
Kontejnerová loď Dali po srážce s mostem
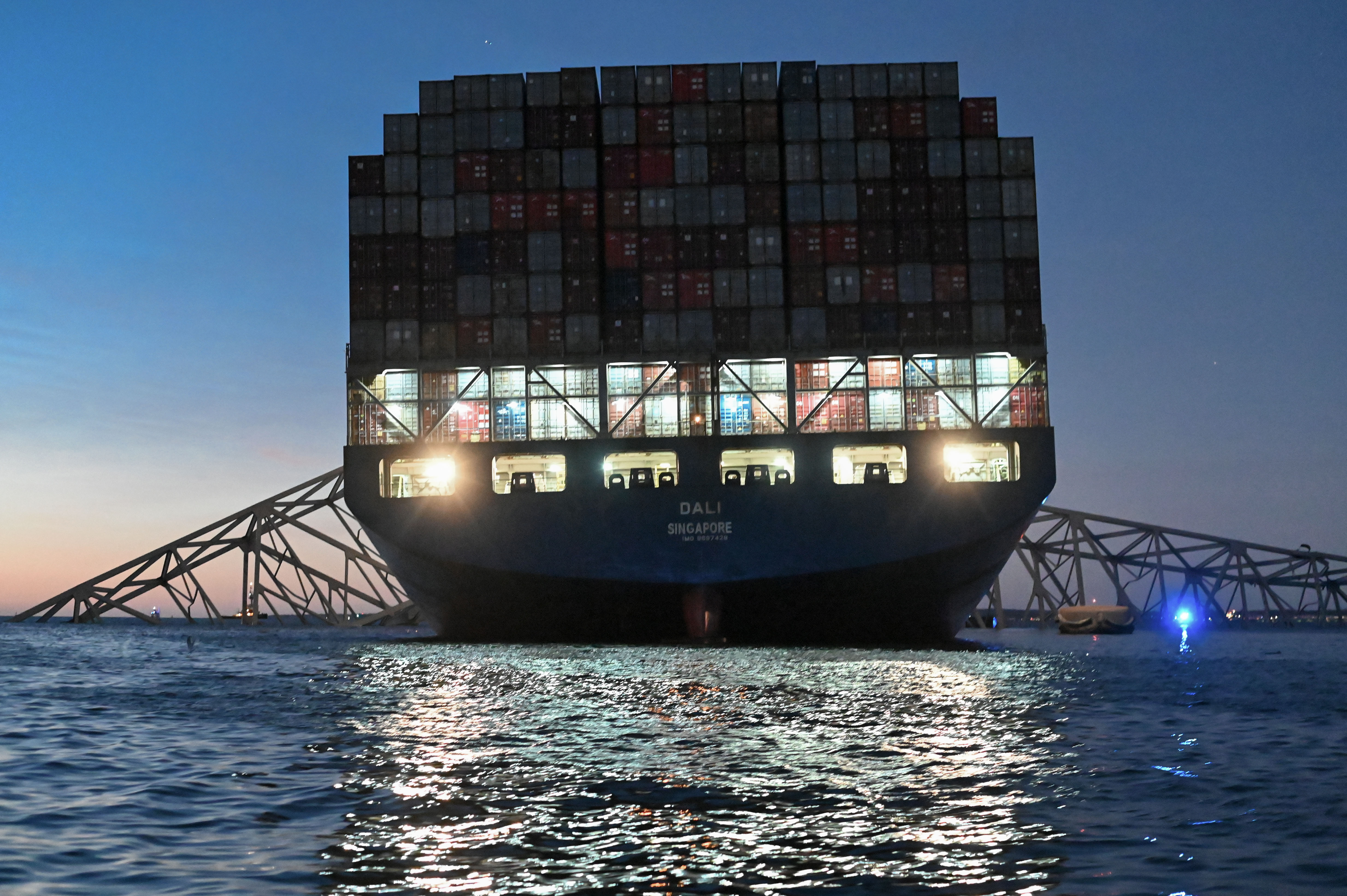
Záď kontejnerové lodi Dali po nárazu do mostu